# Zeer open asfalt

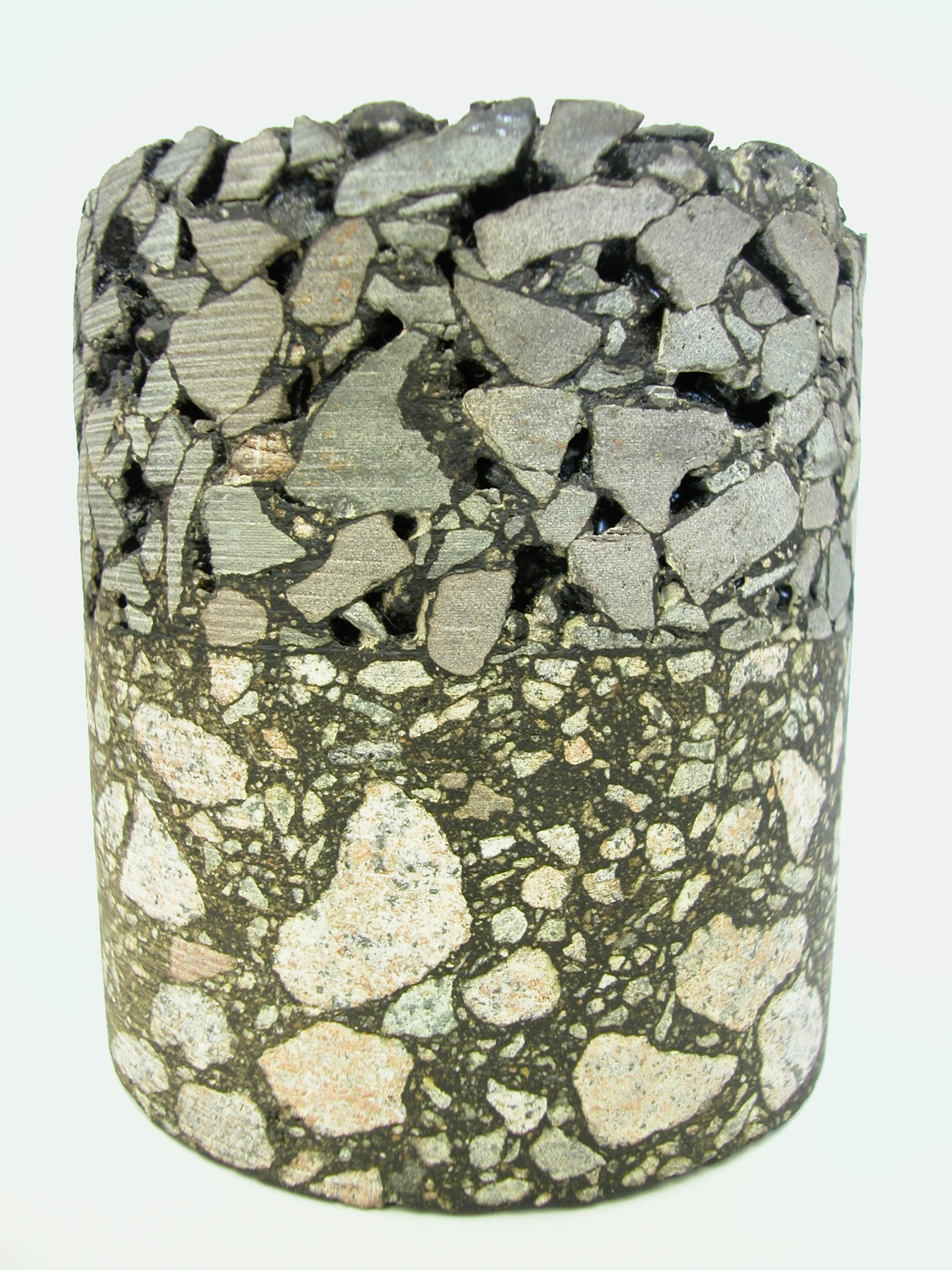
Doorsnede ZOAB-laag

Zeer open asfalt (ZOA - België) of zeer open asfaltbeton (ZOAB - Nederland), informeel ook wel fluisterasfalt genoemd, is een wegverharding met een hoog percentage holle ruimte (circa 20%). De poreusheid van ZOA(B) wordt bereikt doordat het mengsel relatief veel grof granulaat (steenslag) en relatief weinig fijnere bestanddelen bevat. ZOA(B) heeft dus niet de 'betoneigenschap' van een continue gradering, in tegenstelling tot asfaltbeton.
Dit type wegverharding voorkomt het opspatten van water en reduceert het geluid ten opzichte van een verharding als Dicht asfaltbeton (DAB). ZOA(B) heeft ook nadelen, zo vermindert de geluidsreducerende werking na verloop van tijd. Sinds 1995 gebruikt men dit type asfalt in Nederland, en sporadisch ook in Vlaanderen, als toplaag op autosnelwegen. Op provinciale of gewestelijke wegen wordt het beperkt toegepast en op gemeentelijke wegen vrijwel nooit. De eerste vakken werden in 1973 aangelegd. In Nederland is ongeveer 90% van het snelwegennet verhard met ZOAB. In Vlaanderen is het gebruik van ZOA anno 2014 slechts marginaal.

## Voor- en nadelen van de toepassing van ZOA(B)

### Voordelen

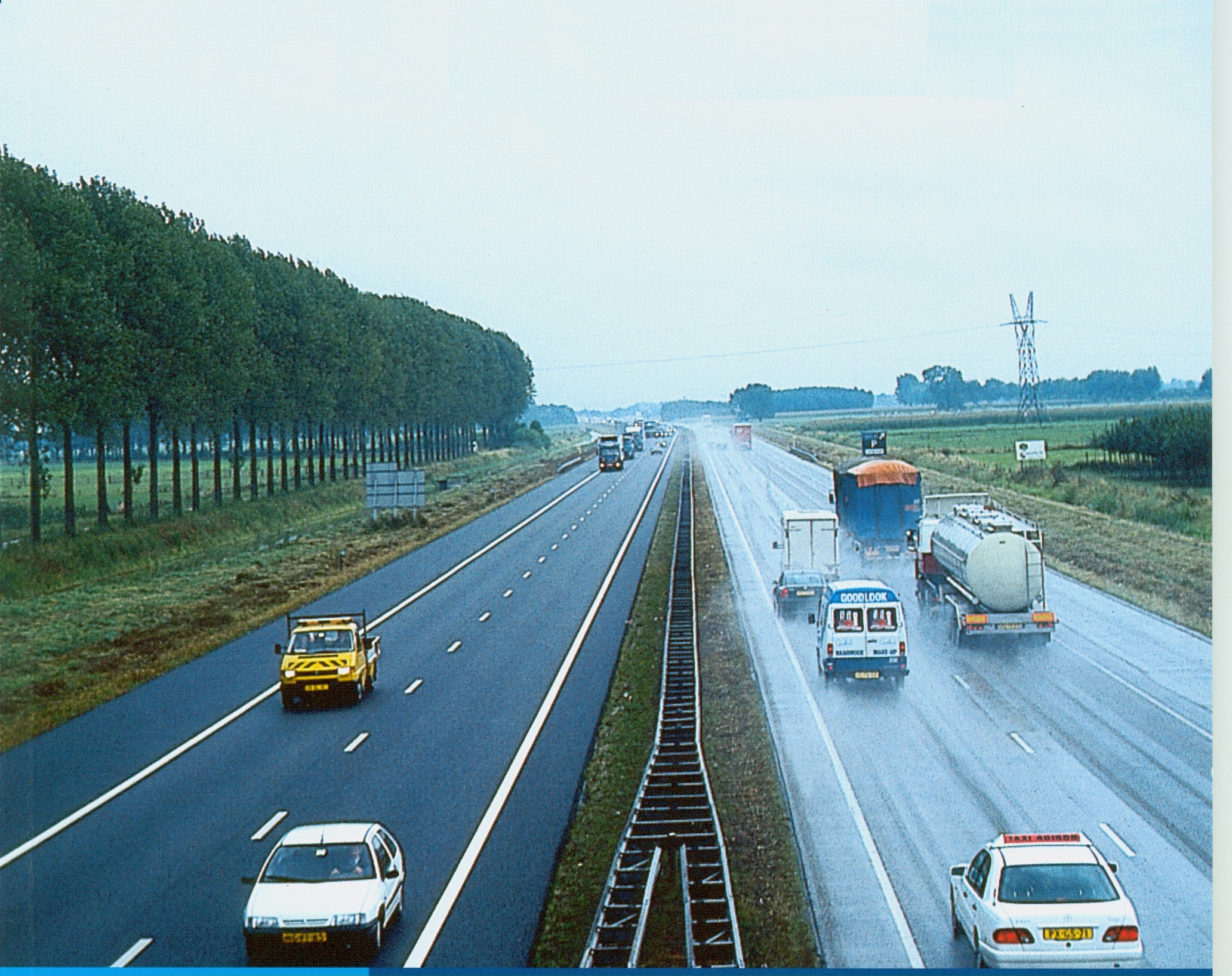
Wegdek met ZOA(B) (links) en dicht asfalt (rechts) na een regenbui

Zeer open asfalt is, de naam zegt het al, poreus. Door de vele holtes stroomt het water dat op het wegdek terechtkomt niet zijdelings af, maar sijpelt het eerst in het wegdek en vervolgens naar opzij. Hierdoor wordt watergladheid (aquaplaning) vermeden, en is er veel minder opspattend water ('splash' of 'spray') achter voertuigen.
Een ander voordeel van ZOA(B) is dat het geluidsabsorberend werkt: de vele holtes absorberen het rolgeluid van de banden van de voertuigen. De geluidreductie bij 120 km/h is ongeveer 4 dB(A) bij enkellaags ZOA(B) en 6 dB(A) bij tweelaags-ZOAB (TZOAB). Bij lagere snelheid is de reductie veel minder, doordat dan het geluid van motor en versnellingsbak domineert boven het rolgeluid van de banden.
Nog een voordeel van ZOA(B) is dat het nagenoeg niet vervormt onder de druk van het verkeer. Vandaar dat spoorvorming op wegvakken met ZOA(B) bijna niet voorkomt.

### Nadelen
Een nadeel van ZOA(B) is dat het contactvlak tussen de band en het wegdek door de vele holtes van het materiaal kleiner is, en dat de granulaten met een bitumenlaagje bedekt zijn, waardoor het wegdek vooral in de eerste weken aanzienlijk minder stroef is dan de automobilist of motorrijder gewend is, hetgeen vooral bij hard en blokkerend remmen tot een langere remweg leidt. Er worden door Rijkswaterstaat in Nederland dan ook waarschuwingsborden geplaatst als het wegdek recent is vervangen. De verminderde aanvangsstroefheid verdwijnt als het bovenste bitumenlaagje is afgesleten.
Poreuze asfaltverhardingen zijn relatief gevoelig voor rafeling (het losraken van verhardingsmateriaal). Met name op vakken met wringend verkeer kan daardoor de levensduur beperkt zijn. Ook bij vorst kunnen er gaten ontstaan doordat in de ruimtes in het asfalt ijs vormt en uitzet. Dit is een van de redenen, naast de hogere snelheden, dat in Duitsland geen ZOA(B) wordt gebruikt. Gemiddeld genomen dient een toplaag van ZOA(B) iedere 11 jaar te worden vervangen. Daarmee is de levensduur korter dan van de meeste asfaltverhardingen (ca. 18 jaar).
Op wegen met ZOA(B) moet bij ijzel een ander systeem voor gladheidsbestrijding worden aangehouden dan bij dicht asfaltbeton omdat de pekel in de openingen van het wegdek wegzakt. Door de pompende werking van banden wordt de pekel weliswaar weer naar boven gezogen, maar dit effect is alleen maar afdoende bij hogere verkeersintensiteiten. Met name in de nachtelijke uren treedt dit effect dan ook niet op. Ook wanneer de weg of rijstrook als gevolg van onderhoud of ongevallen enige tijd niet wordt bereden ontbreekt dit effect en wordt de weg plaatselijk zeer glad.

## Innovaties

### Enkellaags en tweelaags ZOA(B)

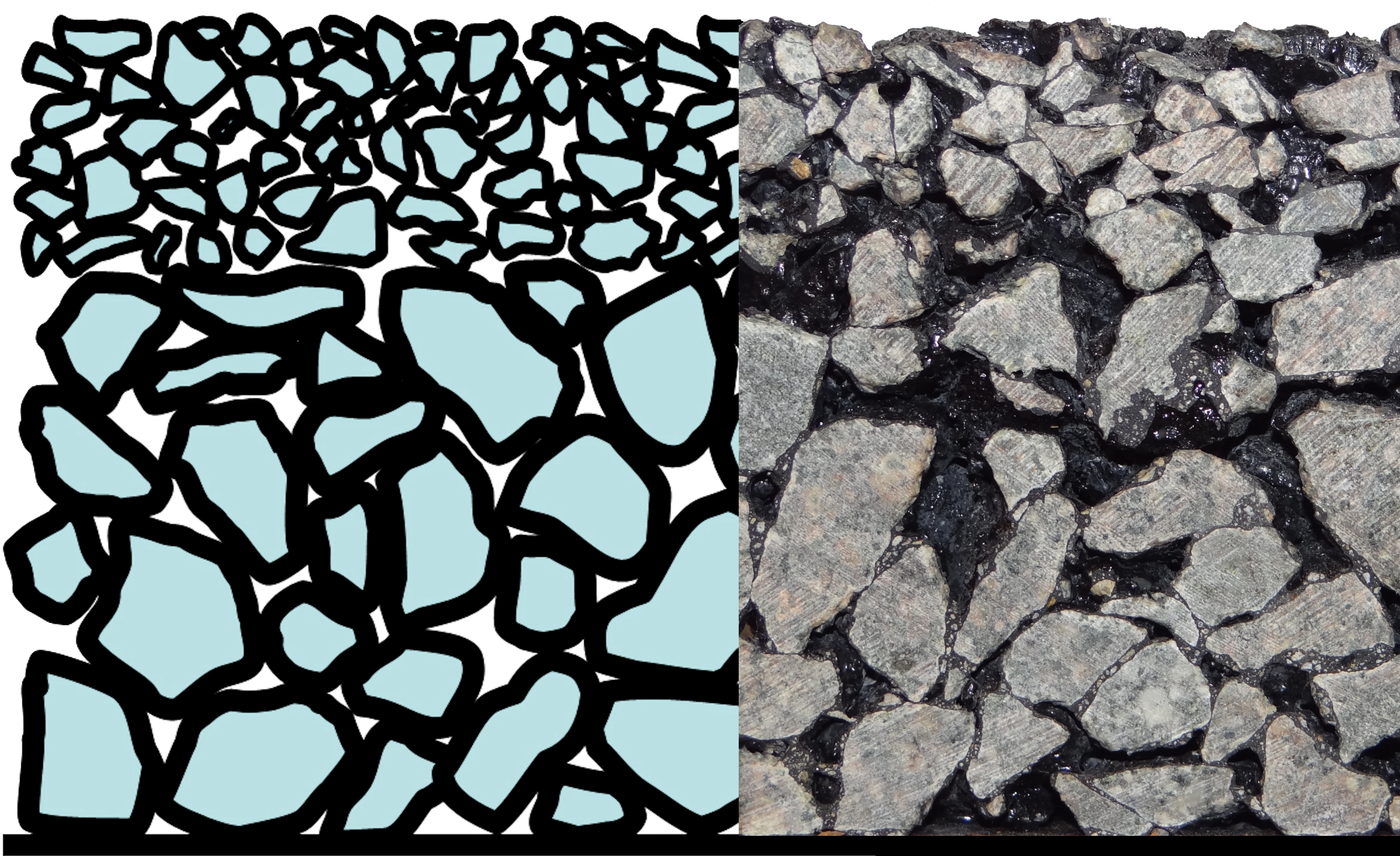
Tweelaags ZOA(B), schematisch en echt

Om de geluidseigenschappen nog verder te verbeteren, is tweelaags-ZOAB (TZOAB) ontwikkeld. TZOAB bestaat uit een grove 11/16-onderlaag van 45 mm en een 4/8-deklaag van 25 mm. TZOAB heeft een hogere geluidreductie waardoor bespaard kan worden op geluidschermen. TZOAB is in Nederland door Rijkswaterstaat sinds 2005 toegelaten als standaardmaatregel voor rijkswegen, naast enkellaags ZOAB. Het alternatief voor TZOAB is OPA8 (Open Poreus Asfalt met een korrelmaat van 8 mm) dat dezelfde geluidsreductie en waterbergend vermogen heeft en in een dunnere (55-60mm) laag wordt aangelegd. Hierdoor is er minder overlast voor de weggebruiker tijdens de aanleg en zijn er minder primaire bouwstoffen nodig.

### Toepassing van gemodificeerde bindmiddelen
De levensduur van ZOA(B) kan worden verlengd door toepassing van gemodificeerde bindmiddelen. Voorbeelden hiervan zijn polymeergemodificeerde bitumen (PmB’s). In Nederland worden dergelijke PmB’s nog relatief weinig gebruikt (vooral door de hogere prijs, ook stelt Rijkswaterstaat het toepassen hiervan niet verplicht). Ook het toepassen van een hoogwaardige kleef, zoals een SAMI (Stress Absorbing Membrane Interlayer) onder het ZOA(B) verbetert de levensduur aanzienlijk. Deze constructie wordt door het Belgische Agentschap Wegen en Verkeer (AWV) voorgeschreven in combinatie met PmB’s in het ZOA.

### ZOAB+
Ter verbetering van de levensduur heeft Rijkswaterstaat in Nederland geëxperimenteerd met verbeterde versies van ZOA(B) met standaard bitumen. Sinds begin 2007 is hier een nieuwe verbeterde variant op gekomen, genaamd ZOAB+. ZOAB+ heeft dezelfde geluidsverminderende eigenschappen als ZOA(B), maar bestaat uit een hoger bitumengehalte (5,5% in plaats van 4,5% (m/m "op")) en afdruipremmer. Uit onderzoek naar verschillende ZOA(B)-mengsels is gebleken dat ZOAB+ twee tot drie jaar langer meegaat dan gewoon ZOA(B). Een nadeel van ZOAB+ is dat de gewenste aanvangstroefheid na aanleg moeilijker te bereiken is vanwege de dikkere bitumenfilm om de steenslag.

## Incidenten in Nederland
In 2004 vonden ongelukken plaats op de A12 bij Den Haag. Uit onderzoek bleek de oorzaak onvoldoende stroefheid wegens snelle polijsting van het steenslag. Daarop zijn de eisen aan de weerstand tegen polijsting van het steenslag aangescherpt.
In januari 2009 bleek tijdens een periode met sterke vorst dat uitzonderlijk veel steenslag losliet uit de bovenste laag van het ZOA(B) op snelwegen. De oorzaak lag in rafeling als gevolg van eerder ontstane scheurvorming van de kleeflaag tussen de steentjes waarin vocht door de vorst uitzet.

## Links en literatuur
- Rijkswaterstaat, feiten en cijfers
- Rijkswaterstaat, pagina over ZOAB, 2018
- Hans Buiter, Het wonder van ZOAB. Geschiedenis van een stille innovatie., Utrecht 2020, ISBN 978-90-5345-570-8